# Deon Thompson
Deon Marshall Thompson (Torrance, California, 16 de septiembre de 1988) es un jugador estadounidense con nacionalidad costamarfileña de baloncesto. Mide 2,04 metros de altura y ocupa la posición de ala-pívot. 

## Escuela secundaria
En su último año en el Torrance High School en Torrance, California, Thompson anotó 30 o más puntos cinco veces y capturó 20 o más rebotes en seis ocasiones, y llevó a su equipo a la final de la División II-A en 2006 y a cuartos de final en 2005. Promedió 21.5 puntos, 13.8 rebotes y 4.6 tapones en su último año.

## Universidad
Jugó en los North Carolina Tar Heels de Chapel Hill, uno de los equipos más prestigiosos de toda la NCAA. Usó el número 21 en toda su carrera universitaria. Ganó tres veces la Atlantic Coast Conference (2007, 2008 y 2009) y dos veces finalistas de la conferencia. En 2009 perdieron en semifinales de este torneo contra Florida State, tres semanas más tarde ganaron la NCAA batiendo en la final a Michigan State. En el verano abandonó el equipo Tyler Hansbrough, rumbo a los Indiana Pacers y el equipo lo acabaría notando. Después de que los North Carolina Tar Heels habían logrado durante tres años seguidos meterse por lo menos en los cuartos de final de la final nacional, en 2010 lo rompieron y solo participaron en el National Invitation Tournament, donde perdieron en la final contra la Universidad de Dayton. Fue el máximo anotador del equipo en su última temporada con 13.7 puntos. Cuando su carrera universitaria terminó en 2010, había jugado un total de 152 partidos, en ese momento el primero en la historia de la División I de la NCAA. (El récord fue roto en la temporada siguiente por David Lighty de la Universidad de Ohio State; Thompson está ahora empatado en el tercer puesto de la lista.)

## Carrera profesional
Después de no ser elegido en el Draft de la NBA de 2010, jugó la NBA Summer League con Minnesota Timberwolves. En 2010 fichó por el Ikaros Kallitheas BC griego y jugó el All-Star, pero su equipo no se clasificó para los Play-offs. En 2011 fichó por el KK Union Olimpija esloveno donde jugó la Euroliga, pero fueron eliminados en fase de grupos tras ganar solo 1 partido de 10. Participó en el All-Star y fue el MVP. Ganó la copa eslovena y fue elegido MVP pero perdió la liga contra los archienemigos del KK Krka Novo Mesto.
En la temporada 2012/13 Thompson fichó por el ALBA Berlin alemán. En su primera temporada en Alemania Thompson fue elegido para el "All-BBL First Team", y el equipo alcanzó, por segunda vez en la historia del club, el Top-16 en la Euroliga y ganó la Copa Alemana, pero perdió en octavo de final de los Play-Offs de liga contra el Bayern Múnich (baloncesto). En la 2013/14 Thompson fichó junto a tres de sus compañeros de equipo por el Bayern Múnich, volviendo a quedar en el Top-16 en Euroliga, pero esta vez ganó la Liga Alemana en 2014, promediando 11.4 puntos y 5.2 puntos en liga.
En la temporada 2014/15 Thompson se fue a China, a los Liaoning Flying Leopards de la CBA, donde perdieron en la final contra los Beijing Ducks de Stephon Marbury. Promedió 18.7 puntos y 8.2 rebotes de media. Al acabar la temporada en marzo, Thompson firmó para el resto de la temporada con el Hapoel Jerusalem B.C. israelí, donde ganaron la liga al derrotar en la final al Hapoel Eilat B.C..
En la temporada 2015/16 regresó a Alemania. Firmó con su antiguo club el Bayern Múnich (baloncesto), volviendo así a disputar la Euroliga.
La temporada 2016/17 ficha por Galatasaray, jugando en Euroliga. Abandona el equipo en enero de 2018 para jugar en el Estrella Roja, donde juega la KLS, Liga Adriática y Euroliga.
En la temporada 2017/18 ficha por San Pablo Burgos en su primera temporada en la Liga Endesa.
Durante las temporadas 2019-20 y 2020-21, pertenece a la plantilla de Unicaja Málaga de la Liga Endesa.
El 28 de mayo de 2021, firma por los Leones de Ponce de la Baloncesto Superior Nacional.
El 28 de octubre de 2021, firma por Casademont Zaragoza para jugar en la liga ACB hasta final de temporada.
El 14 de octubre de 2022, firma por el Tofaş Spor Kulübü de la Basketbol Süper Ligi.
Disputó la temporada 2025 de la BAL jugando para el equipo libio Al Ahli Tripoli, pero no actuó en las finales del torneo.

## Selección nacional
Thompson representó a su país de origen a nivel juvenil, siendo parte del equipo que terminó subcampeón en el Campeonato Mundial de Baloncesto Sub-19 de 2007 y del que ganó la medalla de bronce en la Universiada de 2009.
Posteriormente adquirió la ciudadanía marfileña para poder jugar con la selección de baloncesto de Costa de Marfil como jugador nacionalizado. Fue parte de la escuadra que compitió en la Copa Mundial de Baloncesto de 2019 y en el Torneo Preolímpico FIBA 2024.

## Estadísticas

### Euroliga
| Año       | Equipo                   | PJ  | PT  | MPP   | %TC  | %3P  | %TL  | RPP   | APP   | ROB     | TPP     | PPP   |
| --------- | ------------------------ | --- | --- | ----- | ---- | ---- | ---- | ----- | ----- | ------- | ------- | ----- |
| 2011-2012 | Union Olimpija           | 10  | 5   | 23.6  | .443 | .000 | .476 | 4.1   | .8    | .3      | .2      | 8.8   |
| 2012-2013 | ALBA                     | 23  | 22  | 26.6  | .524 | .250 | .792 | 5.4   | .8    | .7      | .7      | 12.0  |
| 2013-2014 | Bayern                   | 21  | 11  | 18.8  | .454 | .200 | .568 | 4.7   | .5    | .3      | .4      | 7.3   |
| 2014-2015 | Liaoning Flying Leopards | 50  | 1   | 28.1  | .567 | .200 | .689 | 8.3   | .8    | 1.1     | .9      | 18.7  |
| 2015      | Hapoel Jerusalem         | 15  | 15  | 22.1  | .621 | .000 | .686 | 5.2   | 1.4   | .8      | .6      | 12.8  |
| 2015-2016 | Bayern de Múnich         | 56  | 32  | 21.8  | .521 | .000 | .723 | 4.3   | .8    | .9      | .8      | 9.9   |
| 2016-2017 | Galatasaray              | 23  | 4   | 14.3  | .510 | .250 | .568 | 2.2   | 1.2   | .4      | .5      | 5.0   |
| 2017      | Estrella Roja            | 44  | 0   | 12.0  | .575 | .000 | .615 | 2.4   | .6    | .4      | .4      | 5.0   |
| 2017-2018 | San Pablo Burgos         | 34  | 34  | 27.23 | .693 | .411 | .790 | 6,735 | 2.312 | 1.23    | No data | 11.9  |
| 2018-2019 | San Pablo Burgos         | 15  | 15  | 26.93 | .492 | .261 | .717 | 5,6   | 2.312 | No data | 1.2     | 12.47 |
| 2019      | Zalgiris Kaunas          |     |     |       |      |      |      |       |       |         |         |       |
| Total     |                          |     |     |       |      |      |      |       |       |         |         |       |
| Total     |                          | 270 | 118 | 21.6  | .526 | .259 | .654 | 4.8   | .9    | 6.5     | .5      | 10.2  |